# Juan Bautista Vicini Burgos
Juan Bautista Vicini Burgos (19 de julho de 1871 - 25 de maio de 1935) foi um político dominicano. Atuou como o quarto presidente provisório da República Dominicana entre 1922 e 1924 sob a ocupação militar dos Estados Unidos.
Juan Bautista Vicini foi filho do imigrante italiano Juan Bautista (Giovanni Battista) Vicini e sua esposa Maria Burgos. Seu pai chegou para a República Dominicana durante o boom na indústria do açúcar, e tirou proveito para criar um negócio respeitável em um período relativamente curto de tempo. Sua relação de amizade com o general Ulises Heureaux (Lilís) o ajudou a consolidar uma fortuna respeitável. Vicini herdou o negócio dos pais e foi capaz de se tornar um empresário de sucesso, principalmente por parte de sua rigorosa educação europeia.
A República Dominicana estava sob a ocupação das tropas estadunidenses desde 1916 e depois da aprovação do plano de Hughes-Peynado, Vicini foi candidato ao cargo de presidente provisório do país. Ele foi eleito presidente em 1922 e seu principal objetivo foi facilitar a evacuação das tropas dos Estados Unidos que estavam presentes na República Dominicana.
Com estes passos, Vicini garantiu a retirada das forças estadunidenses de forma pacífica. Apesar de suas boas intenções, o regime de Vicini foi atormentado e pressionado pelo controle rigoroso do plano de Hughes-Peynado e pelas forças estadunidenses que ainda estavam no país. Mesmo assim, ele estabeleceu as eleições mais limpas que a República Dominicana já tinha visto.
Quando Vicini deixou a presidência após as eleições, retornou para o seu negócio do açúcar e abandonou a política pelo resto de sua vida. Na época da sua morte, em 25 de maio de 1935, Juan Bautista Vicini deixou aos seus parentes uma das maiores empresas de açúcar no Caribe.